# Daniel Axelrod
Daniel Isaac Axelrod (* 16. Juli 1910 in Brooklyn; † 2. Juni 1998) war ein US-amerikanischer Botaniker und ein führender Paläoökologe. Sein Spezialgebiet war die Flora der Kordilleren im Tertiär, insbesondere die Interpretation von Fossilienfunden als Anzeiger von Klimawandeln.

## Leben
Axelrod war das älteste von fünf Kindern russischer Einwanderer. Er wuchs in Guam und Honolulu auf; er war 14, als seine Familie sich in Oakland niederließ. Axelrod studierte Botanik und wurde 1938 an der University of California at Berkeley in Paläobotanik zum Ph.D. promoviert. Anschließend forschte er am National Museum of Natural History.
Im Zweiten Weltkrieg diente er in der United States Army, wo er Luftaufnahmen von Terranen analysierte. Er wurde mit dem Bronze Star ausgezeichnet und zum Major befördert. Nach Kriegsende erhielt er eine Stelle an der University of California at Los Angeles als assistant professor für Geologie. Nachdem er an der UCLA zum Ordentlichen Professor für Geologie und Botanik befördert worden war, wechselte er 1968 als Professor für Paläoökologie an die University of California, Davis, wo er 1976 emeritiert wurde.
Seine Sammlung von Pflanzen-Fossilien beherbergt das University of California Museum of Paleontology.
Sein offizielles botanisches Autorenkürzel lautet „Axelrod.“

## Auszeichnungen
- 1972: New York Botanical Garden Award
- 1979: Hayden Memorial Geology Award der Philadelphia Academy of Natural Sciences
- 1980: Fellows Medal der California Academy of Sciences
- 1981: Aufnahme in die American Academy of Arts and Sciences
- 1985: Palaeobotanical Society International Medal
- 1990: Paleontological Society Medal
- 1993: Merit Award der Botanical Society of America